# Czas trombinowy
Czas trombinowy (TT) – badanie diagnostyczne, które jest wykorzystywane do oceny ostatniego etapu procesu krzepnięcia krwi; przekształcenia rozpuszczalnego fibrynogenu w nierozpuszczalną fibrynę.
Czas trombinowy jest wskaźnikiem oceny czasu krzepnięcia osocza cytrynianowego pod wpływem dodatku standardowego roztworu trombiny, która indukuje przemianę fibrynogenu w fibrynę. Prawidłowy czas trombinowy wynosi: 14–20 s. Jego długość zależy głównie od stężenia fibrynogenu we krwi oraz obecności we krwi antytrombiny np. heparyny. 
Pomiar czasu trombinowego jest przydatny w kontroli leczenia przeciwzakrzepowego lub fibrynolitycznego. Wydłużenie czasu trombinowego może być związane z hypofibrynogemią (np. w przebiegu DIC), 
obecności inhibitorów polimeryzacji fibryny lub antytrombiny.